# 朝鮮人民共和國
朝鮮人民共和國是1945年左派社會運動人士呂運亨等人所成立的臨時政府，並自組朝鮮建國準備委員會。
1945年9月6日，吕运亨擔任國家副主席，試圖拉攏当时尚在美国的李承晚为國家主席，並任命许宪为國務總理、金九为內務部長等，但李承晚和金九並未就任。隨後美军进入朝鲜半岛南部，駐朝鮮美國陸軍司令部軍政廳于9月8日成立之後實質統治朝鮮半島南部，不承认朝鲜人民共和国的合法性並加以取締，也不承认流亡重庆的大韩民国临时政府。後因左派由朴憲永掌握了主導權，呂運亨被排擠。隔年朝鮮人民共和國解散，改組為民主主義民族戰線。

## 成立
1945年8月14日，正在进行太平洋战争的日本政府决定接受《波茨坦公告》。面对这一趋势，朝鲜总督遠藤柳作担心日本统治结束后朝鲜半岛会陷入无政府状态，于是要求群众政治活动家呂運亨建立朝鲜人民的政府来保护人民。8月15日，日本昭和天皇宣布日本投降的玉音放送发布后，呂運亨立即成立了朝鮮建国準備委員会（建準），实际上取得了朝鲜总督的行政权力，并于次月即9月6日宣布建国。宣布的部长名单包括金日成和李承晚。

## 历史
呂運亨在宣布建国的同时，建立中央人民委员会和人民委员会，加速建立有实质内容的政府。然而，登陆朝鲜半岛的美军并不承认临时政府，并于9月7日宣布实行军事统治，9月11日在朝鲜总督府管理机构的基础上成立了驻朝鲜美国陆军司令部军政厅（USAMGIK）。苏联军方从8月加入对日战争时就开始进入朝鲜，也于10月3日宣布成立苏联民政厅，10月10日美国军政府正式拒绝承认临时政府的合法性，决定性地导致了临时政府的解散。
随后在苏联统治的北方，苏联民政厅利用现有的人民委员会进行管理，后来发展成为北朝鲜人民委员会，并进一步发展成为朝鲜民主主义人民共和国（朝鲜）。与此同时，在美国控制的南方，呂運亨和中央人民委员会的其他成员组成了朝鲜人民党，作为一个单一的政党，并于1946年2月与其他左派政党组成了民主主义民族战线（民战）。然而，1947年呂運亨被右翼分子暗杀后，追随其人民共和国进程的左派势力瓦解，白南雲和其他有关党派与南朝鲜劳动党一起加入了朝鲜民主主义人民共和国。
莫斯科三方外长会议决定在朝鲜实行托管，朝鲜半岛被一分为二。亦由于美苏冷战的影响，左右两派之间的矛盾日益激化，朝鲜半岛陷入了混乱状态。左右派联合平乱运动失败，在驻南朝鲜美军支持下以独立为目标的韩国民主党（KDP）占据上风，将韩国推向分裂。最后于1948年在美国的批准下，以亲美派李承晚为首的大韩民国在南朝鲜成立，朝鲜人民共和国通过统一朝鲜实现独立的目标就此失败。